# Club Atlético Paraná
L'Atlético Paraná è una società calcistica argentina fondata nel 1907 con sede nella città di Paraná, in provincia di Entre Ríos. Milita nella Serie B Argentina, ovvero la Primera B Nacional e disputa le sue partite nell'"Estadio Pedro Mutio".
La società fu fondata nel 1907.

## Palmarès

### Competizioni nazionali
- Torneo Argentino B: 1

2013-2014
- Torneo Federal A: 1

2014

### Competizioni regionali
- Liga Paranaense de Fútbol: 22

1949, 1951, 1956, 1961, 1962, 1963, 1971, 1973, 1975, 1976, 1978, 1979, 1980, 1983, 1993, 1999, 2000, 2002, 2003, 2004, 2005, 2008
- Torneo Regional Federal Amateur: 1

2021-2022